# 124 км (колійний пост)
124 кіломе́тр — залізничний колійний пост Знам'янської дирекції Одеської залізниці.
Розташований поблизу місцевості Червоний Маяк Долинської Долинський район Кіровоградської області на лінії Висоцьке — Тимкове між станціями Седнівка (18 км) та Долинська (9 км).
Станом на жовтень 2023 року щодня дві пари приміських поїздів прямують за напрямком Знам'янка/Долинська — Помічна.